# Renault ADP
Ne doit pas être confondu avec X 4900.
Les Renault ADP constituent un type d'anciens autorails construits par Renault, commandés par les réseaux de l'État, du P.O.-Midi et de l'Est en 1935-1936 mais finalement livrés à la SNCF en 1938 et 1939, correspondant aux séries X 4960 et X 4980.
Ces dix-huit autorails puissants pour l'époque (368 kW) mais au moteur fragile assurent pour certains un service sur des lignes difficiles du Massif central. Le dernier d'entre eux est réformé en 1974.

## Genèse de l'autorail et commandes
Le moteur à 12 cylindres en V monté sur les Renault VH depuis 1933 donne toute satisfaction, mais sa puissance (162 kW soit 220 ch dans ses premires versions) se révèle limite pour exploiter dans de bonnes conditions des lignes au profil difficile. La solution proposée par Renault est la conception d'un nouveau moteur, le type 504, doté de 16 cylindres en V et développant une puissance de 368 kW (500 ch)  à 1 500 tr/min. Ce moteur tourne au banc d'essai à la mi-1935, et dès le mois de décembre de la même année il est installé sur un prototype où il se montre très performant en vitesse pure. Le prototype réalise un long voyage Paris - Nancy - Strasbourg - Mulhouse - Paris à la vitesse moyenne de 137,4 km/h,.
Sur la base de ce prototype, Renault construit dix-huit exemplaires du Renault ADP destinés aux réseaux de l'Est, de l'État et du P.O-Midi, mais c'est  la SNCF nouvellement créée qui en prend livraison en 1938-1939.

## Description

### Caractéristiques techniques
L'ADP Renault, réversible, est équipé à l'une de ses extrémités du moteur 504 qui attaque par l'intermédiaire d'un embrayage une boîte de vitesses mécanique transmettant le mouvement à un bogie ; moteur, embrayage et boîte de vitesses constituent un ensemble fixé sur le châssis avec interposition de blocs amortisseurs en caoutchouc. L'autre bogie est porteur. Les radiateurs de refroidissement sont installés à plat en toiture et disposent d'une ventilation forcée. Les ADP sont couplables.
En 1952, l'un des ADP abandonne son moteur Renault pour tester le MGO V 12-165 S de 650 ch et la transmission Mekydro dont des versions évoluées sont plus tard installées sur plus de 700 engins comme les X 2800 et les BB 63500. Au bout de plusieurs années d'essais, le moteur et la transmission sont à nouveau changés : l'autorail est équipé d'un moteur Renault 578 d'une puissance de 420 ch et d'une transmission hydromécanique.

### Aménagements intérieurs et livrée
Selon les réseaux à l'origine des commandes, les aménagements intérieurs des ADP diffèrent selon le rapport de places entre les classes de voyageurs (1re et 3e classe), le nombre de cabinets de toilette et la présence ou l'absence d'un compartiment postal. Le chauffage des compartiments voyageurs est assuré par une chaudière et des radiateuurs à eau.
Les autorails sont peints en rouge vermillon (bas de caisse) et crème (ceinture des baies et pavillons). La radiation de la série débutant en 1970, les ADP ne bénéficient pas du toit rouge adopté par beaucoup d'autorails à partir de 1968.

## Carrière

### Dépôts titulaires
Les premiers exemplaires sont affectés au dépôt de Caen, les suivants à celui d'Aurillac. Les mêmes dépôts conservent ces autorails — exception faite de l'exemplaire doté du moteur MGO et affecté à Bordeaux-Bastide — jusqu'à la radiation de la série qui intervient en grande partie à partir de 1970, les trois derniers exemplaires étant réformés à Aurillac le 6 décembre 1974.

### Carrière
La carrière des ADP est perturbée par des problèmes récurrents de fiabilité du moteur 504 (vibrations liées à la longueur du vilebrequin) qui obligent dès 1939  à limiter le régime du moteur à 1 400 tr/min. La survenue de la guerre contraint ces autorails à cesser une grande partie de leurs circulations.
Les ADP caennais circulent vers Cherbourg, Le Mans, Dol-de-Bretagne et Coutances. La dotation aurillacoise se rend à Brive-la-Gaillarde, Tulle, Clermont-Ferrand et doit affronter la difficile ligne de Bort-les-Orgues à Neussargues.
Aucun autorail de cette série n'est préservé.